# Ellipteroides quadridens
Ellipteroides quadridens là một loài ruồi trong họ Limoniidae. Chúng phân bố ở miền Cổ bắc.